# Destruction
Destruction es una banda alemana de thrash metal fundada en 1983 por el bajista y vocalista Schmier, el guitarrista Mike Sifringer y el batería Tommy Sandmann en Weil am Rhein, en el estado de Baden-Württemberg. Aunque originalmente el grupo era conocido como Knight of Demon, unas semanas más tarde cambió su nombre a Destruction siendo pioneros en la creación del thrash metal en Alemania. En 1989, Sifringer quedó como único miembro original, tras las salidas de Sandmann y Schmier. Los diez siguientes años, Destruction sufrió varios cambios en su formación y publicó algunos lanzamientos que en la actualidad no están considerados dentro de la discografía oficial. En 1999, Schmier regresó a Destruction junto al baterista Sven Vormann, este último permaneció en la banda tres años, siendo reemplazado por Marc Reign y más tarde por Wawrzyniec Dramowicz. 
Destruction junto a Sodom, Kreator y Tankard constituyen los cuatro grandes del thrash metal alemán.

## Biografía
Destruction se formó como "Knight of Demon" en Lörrach, Alemania en 1983. En la línea original destacó el vocalista y bajista Schmier, el baterista Tommy Sandmann, y el guitarrista Mike Sifinger. Pronto se cambió su nombre por el de "Destruction" y dio a conocer un demo titulado "Bestial Invasion Of Hell" en 1984. Después de esto el grupo firmó con Steamhammer Records y reveló un EP titulado Sentence Of Death más tarde ese año. Destruction fue parte de la segunda ola de thrash metal a fines de la década de 1980, junto con las bandas estadounidenses Testament, Sacred Reich, Death Angel y Dark Angel.
El primer álbum de larga duración de Destruction es Infernal Overkill en 1985, seguida de Eternal Devastation en 1986, el Release From Agony en 1987, Cracked Brain en 1990. En 1989, durante las sesiones de grabación iniciales de Cracked Brain, Schmier fue despedido de la banda y fue reemplazado por el líder de Poltergeist, André Grieder. En esa época, el grupo se sometió a un período de deterioro comercial. Durante la explosión grunge durante la primera mitad de la década de 1990, la banda perdió su sello discográfico de apoyo y tuvo que volver a producir sus propios álbumes.
En 1999, se reintegró Schmier y las cosas comenzaron a mirar arriba para la banda, ya que firmaron un contrato discográfico con Nuclear Blast. A continuación, lanzaron tres álbumes más; All Hell Breaks Loose sueltos en el año 2000, The Antichrist en el año 2001, y Metal Discharge en el 2003. La banda firmaría con AFM Records y luego con Inventor Of Evil en 2005. El álbum D.E.V.O.L.U.T.I.O.N., vio la luz en agosto de 2008, el cual tuvo gran acogida por parte del público debido a sus riffs devastadores y la potencia musical que presenta. En diciembre del 2010 publican lo que sería el primer sencillo de su último álbum "Day of Reckoning" lanzado en Europa en febrero 18 y en marzo 8 en Estados Unidos y Canadá, titulado "The Price", con una duración de 3:39 minutos, en el cual se ve que sigue la línea musical que han llevado desde el regreso de Schmier en el año 1999.
El decimotercer álbum de estudio de la banda, Spiritual Genocide, fue lanzado el 23 de noviembre de 2012. Su próximo álbum, Under Attack, fue lanzado el 13 de mayo de 2016.
El 23 de enero de 2018, se anunció que Vaaver había abandonado Destruction "por razones familiares", según Schmier. Se tomó un tiempo libre en 2015 para estar con su familia después del nacimiento de su segundo hijo. El baterista Randy Black lo reemplazaría hasta que la banda encontrara un "digno sucesor". Más tarde fue anunciado como el nuevo baterista de la banda. El 28 de febrero de 2019, había anunciado que el guitarrista suizo Damir Eskic se había unido a la banda. Esta nueva alineación grabó el decimoquinto álbum de estudio de Destruction, Born to Perish, cuya fecha de publicación fue el 9 de agosto de 2019. Actualmente se encuentran grabando un nuevo trabajo.
El 16 de julio de 2021, Destruction actuó en el Festival Area 53 en Leoben sin el guitarrista Mike Sifringer. Schmier explicó en una publicación de Facebook que Sifringer no había respondido a sus correos electrónicos y cuestionado su status como miembro de la banda, y que había un problema que llevó a la decisión de continuar sin él y lanzaría un comunicado previsto para el 19 de agosto. El 19 de agosto, Destruction confirmó que Sifringer había dejado la banda y fue reemplazado por el guitarrista argentino Martín Furia. La banda también lanzó un nuevo sencillo titulado "State of Apathy", con la primera aparición de Furia como miembro del grupo.

## Miembros
Current

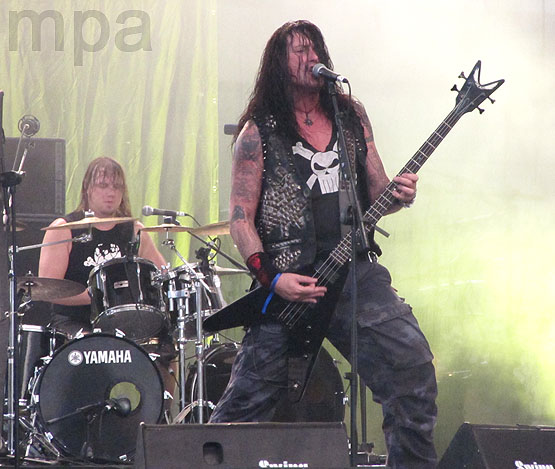
Destruction en Vigo durante el Festival AlternaVigo 2009

- Martín Furia – guitarra líder, coros (agosto de 2021 - presente)
- Marcel "Schmier" Schirmer – bajo (1982–1989, 1999–presente), voz (1984–1989, 1999–presente)
- Randy Black – batería (2018–presente)
- Damir Eskic – guitarra líder,[18] coros (2019–presente)

Former
Mike Sifringer – guitarra rítmica (1982–1989, 1990–presente), guitarra líder (1982–1987, 1990–1993, 1999–2019), bajo (1989–1993)
- Ulf – voz (1982–1984)
- Tommy Sandmann – batería (1982–1987)
- Harry Wilkens – guitarra líder (1987–1990), guitarra rítmica (1989–1990)
- André Grieder – voz (1989–1990)
- Oliver "Olly" Kaiser – drums (1987–1999)
- Thomas Rosenmerkel – voz (1993–1999)
- Michael "Ano" Piranio – guitarra líder (1993–1999)
- Christian Engler – bajo (1993–1999)
- Sven Vormann – batería (1999–2001[19])
- Marc Reign – batería, coros (2001[20]–2010[21])
- Wawrzyniec "Vaaver" Dramowicz – batería, coros (2010[22]–2018)

## Discografía
| Álbumes de estudio - 1985 Infernal Overkill - 1986 Eternal Devastation - 1987 Release From Agony - 1990 Cracked Brain - 1998 The Least Successful Human Cannonball - 2000 All Hell Breaks Loose - 2001 The Antichrist - 2003 Metal Discharge - 2005 Inventor Of Evil - 2007 Thrash Anthems - 2008 D.E.V.O.L.U.T.I.O.N. - 2011 Day Of reckoning - 2012 Spiritual Genocide - 2016 Under Attack - 2019 Born To Perish - 2022 Diabolical - 2025 Birth Of Malice Demos - 1984 Bestial Invasion Of Hell - 1999 The Butcher Strikes Back | EP - 1984 Sentence Of Death - 1987 Mad Butcher - 1994 Destruction - 1995 Them Not Me - 2001 Live Promo Álbumes en vivo - 1989 Live Without Sense - 2002 Alive Devastation - 2009 The Curse of The Antichrist: Live In Agony - 2020 Born to Thrash - 2021 Live Attack Sencillos - 1990 Cracked Brain - 2001 Whiplash - 2021 State Of Apathy - 2024 No Kings, No Masters DVD - 2004 Live Discharge - 2010 Savage Symphony - The History Of Annihilation |